# ビエホ渓谷
ビエホ渓谷（ビエホけいこく）はペルーのタクナにある渓谷。スペイン語で「古い渓谷」の意味を持つ。
全長23キロ、温暖で乾燥した気候を持つ。
高度670m～1090mの広い平原に3つの区域、ポコジャイ地区（Pacollay）、カラナ地区（Calana）、パチア地区（Pachía）で成り立っている。
タクナ市街からは、ポコジャイ94km, カラナ14km, パチア18kmの距離にある。
タクナの郷土料理が食べられるレストランが多くあることでも知られており、ピカンテやトウモロコシのスープ、チチャロン、プラムのダマスコとリキュール漬けなどが名物である。

## 近郊観光名所
- シティオ・ペアニャス博物館
- パチア温泉
- ミクージャの岩絵遺跡群